# Cecile O'Rahilly
Cecile O'Rahilly (en irlandais : Sisile Ní Rathaille (17 décembre 1894 à Listowel, comté de Kerry, Irlande – 2 mai 1980 à Dublin, Irlande) est une spécialiste des langues celtiques. Elle est surtout connue pour ses éditions/traductions des différentes recensions de la saga épique du Cycle d'Ulster Táin Bó Cúailnge.

## Jeunesse et éducation
O'Rahilly est née à Listowel, comté de Kerry, Irlande, fille de Thomas Francis Rahilly de Ballylongford, comté de Kerry et de Julia Mary Rahilly (née Curry) de Glin, comté de Limerick. Elle est la onzième des treize enfants survivants de ses parents.
Elle fait ses études primaires à l'école nationale locale de Listowel, avant de fréquenter le Présentation Convent, également à Listowel. En 1906, après avoir été veuve sept ans auparavant, sa mère installe la famille à Dublin, où ils vivent au 66 Botanic Road, Glasnevin. O'Rahilly poursuit ses études au Collège dominicain de la rue Eccles.
Elle obtient un baccalauréat avec double mention très bien en études celtiques et en français de l'University College de Dublin en 1915 et, après avoir remporté une bourse de voyage en études celtiques, elle part à Bangor, dans le nord du Pays de Galles, et étudie auprès d'Ifor Williams et de John Morris-Jones. Elle reçoit une maîtrise du University College of North Wales en 1919.

## Carrière académique
Elle enseigne le français dans plusieurs écoles du Pays de Galles entre 1919 et 1946, publiant une édition du conte irlandais Tóruigheacht Gruaidhe Griansholus (« La Poursuite de Gruaidh Ghriansholus ») en 1922, et Ireland and Wales, their Historical and Literary Relations en 1924. Elle retourne à Dublin pour occuper un poste de professeur assistant en études celtiques au Dublin Institute for Advanced Studies (DIAS) sous la direction de son frère Thomas Francis O'Rahilly (en) en 1946, devenant plus tard professeur titulaire quelque temps après 1956, la première femme à occuper ce poste. Pendant ce temps, elle publie une édition de Eachtra Uilliam, une version irlandaise de la légende du loup-garou de Guillaume de Palerne, en 1949, Five Seventeenth Century Political Poems en 1952, Trompa na bhFlaitheas, une traduction irlandaise du XVIIIe siècle par Tadhg Ó Conaill de La trompette du Ciel d'Antoine Yvan, en 1955 ; The Stowe Version of Táin Bó Cúailnge en 1961 ; et Cath Finntragha en 1962. Elle prend sa retraite du DIAS en 1964, mais continue à publier : Táin Bó Cuailnge from the Book of Leinster en 1967, et Táin Bó Cúailnge Recension 1 en 1976.
En 1957, elle reçoit un D.Litt en études celtiques de l'Université nationale d'Irlande, puis un D.Litt honoraire en 1977, également de la NUI. Elle est élue membre de l'Académie royale d'Irlande en 1966.

## Vie privée
Elle parlait couramment l'irlandais, le gallois et le français. Elle ne s'est jamais mariée, mais a vécu avec son compagnon Myfanwy Williams au 17 Raglan Road à Ballsbridge, après avoir déménagé à Dublin en 1951. Elle est malade pendant une grande partie de sa vie et, au cours de ses dernières années, elle commence à perdre la vue. Après une longue maladie, elle décède le 2 mai 1980. Elle est enterrée au cimetière de Glasnevin.
Elle est la sœur d'Alfred O'Rahilly (en), un universitaire réputé, président de l'University College Cork et Teachta Dála (TD) de la ville de Cork, et de Thomas Francis O'Rahilly, un érudit irlandais des langues celtiques. Leur arrière-grand-oncle est le célèbre philologue et antiquaire irlandais Eugene O'Curry. Leur cousin germain est Michael O'Rahilly (mieux connu sous le nom de The O'Rahilly (en)) qui est l'un des membres fondateurs des Volontaires irlandais et est décédé lors de l'Insurrection de Pâques.